# KFC 트웬티 20 빅 배쉬
KFC 트웬티 20 빅 배쉬(KFC Twenty20 Big Bash)는 2005년 창설된 오스트레일리아의 프로 크리켓리그이다.

## 팀
- 태즈매니언 타이거스
- 빅토리안 부시레인저스
- 퀸즐랜드 불스
- 뉴사우스웨일스 블루스
- 서던 레드백스
- 웨스턴 워리어스

## 우승
| 시즌    | 결승 경기장                  | 관중    | 결승                  | 결승                  | 결승 |
| 시즌    | 결승 경기장                  | 관중    | 우승                  | 준우승                |      |
| ------- | ---------------------------- | ------- | --------------------- | --------------------- | ---- |
| 2005-06 | 노스 시드니 오벌, 시드니     | 5669명  | 빅토리안 부시레인저스 | 뉴사우스웨일스 블루스 |      |
| 2006-07 | 멜버른 크리켓 경기장, 멜버른 | 28960명 | 빅토리안 부시레인저스 | 태즈매니언 타이거스   |      |
| 2007-08 | WACA 그라운드. 퍼스          | 16589명 | 빅토리안 부시레인저스 | 웨스턴 워리어스       |      |
| 2008-09 | ANZ 스타디움, 시드니         | 17592명 | 뉴사우스웨일스 블루스 | 빅토리안 부시레인저스 |      |
| 2009-10 | 애들레이드 오벌, 애들레이드  | 17722명 | 빅토리안 부시레인저스 | 서던 레드백스         |      |
| 2010-11 | 애들레이드 오벌, 애들레이드  | 27,920  | 서던 레드백스         | 뉴사우스웨일스 블루스 |      |